# Psammoecus felix
Psammoecus felix is een keversoort uit de familie spitshalskevers (Silvanidae). De wetenschappelijke naam van de soort werd in 1876 als Telephanus felix gepubliceerd door Charles Owen Waterhouse.